# أوليف يونغ
أوليف يونغ (بالإنجليزية: Olive Young) هي ممثلة أمريكية، ولدت في 21 يونيو 1903 في سانت جوزيف في الولايات المتحدة، وتوفيت في 5 أكتوبر 1940 في بايون (نيوجيرسي) في الولايات المتحدة.

## وصلات خارجية
- أوليف يونغ على موقع IMDb (الإنجليزية)